# Giada (S 501)
Le Giada est un sous-marin italien de la classe Platino (sous-classe de la Serie 600) utilisé par la Regia Marina pendant la Seconde Guerre mondiale, puis par la Marina Militare. 

## Conception et description
Les sous-marins de la classe Platino (également connue sous le nom de "classe Acciaio") est le dernier développement du type 600 comportant des améliorations par rapport à la série précédente, notamment en ce qui concerne les équipements et les aménagements internes, telles qu'un massif réduit pour améliorer la stabilité et réduire la silhouette. Dans l'ensemble, la conception et la fabrication des bateaux de cette série donnent de bons résultats malgré les limitations dues à la mauvaise qualité des matériaux utilisés, en raison de difficultés d'approvisionnement, un défaut courant de la construction italienne de la période de la guerre. 
Les sous-marins de la classe Platino ont été conçus comme des versions améliorées de la précédente classe Adua. Ils déplacent 697 tonnes en surface et 850 tonnes en immersion. Ces sous-marins mesurent 60,18 mètres de long, ont une largeur de 6,44 mètres et un tirant d'eau de 4,78 mètres.
Pour la navigation de surface, les sous-marins sont propulsés par deux moteurs diesel de 700 chevaux (522 kW), entraînant chacun un arbre d'hélice. En immersion, chaque hélice est entraînée par un moteur électrique de 400 chevaux (298 kW). Ils peuvent atteindre 14 nœuds (26 km/h) en surface et 7,3 nœuds (13,5 km/h) en immersion. En surface, la classe Platino bénéficie d'une autonomie de 5 000 milles nautiques (9 300 km) à 8,5 nœuds (15,7 km/h) et de 80 milles nautiques (150 km) à 3 nœuds (5,6 km/h) en plongée.
Les sous-marins de cette classe sont armés de six tubes lance-torpilles internes de 533 mm : quatre à l'avant et deux à l'arrière. Ils sont également armés d'un canon de pont de 100 mm pour le combat en surface. L'armement antiaérien léger varie et peut consister en une ou deux mitrailleuses de 20 mm ou une ou deux paires de mitrailleuses de 13,2 mm.

## Histoire

### Seconde Guerre mondiale
Le Giada est commandé au chantier naval de CRDA à Monfalcone en Italie. La pose de la quille est effectuée le 16 octobre 1940, le Giada est lancé le 10 juin 1941 et mis en service le 8 décembre 1941.
Après son entrée en service, il est affecté à Cagliari en Sardaigne, où il suit une période de formation intensive pour devenir rapidement opérationnel.
Le 5 juin 1942, sous le commandement du tenente di vascello (lieutenant de vaisseau) Gaspare Cavallina, le Giada est envoyé dans la zone maritime située entre les Baléares et la partie de la côte algérienne entre le cap Ferrat et le cap Bougaroun, pour former, avec trois autres sous-marins, un barrage contre l'opération britannique Harpoon, dans le cadre de la Battaglia di mezzo giugno (bataille de la mi-juin). Le 14 juin à 04 h 40 du matin, il aperçoit 18 navires de transport et de guerre britanniques et choisit comme cible le porte-avions HMS Eagle (R05) : s'étant approché à une distance de 2 500 mètres en naviguant en surface, le sous-marin lance quatre torpilles, puis plonge pour échapper à d'éventuels chasseurs anti-sous-marins. Le Giada entend deux fortes détonations, mais il n'y a pas de confirmation de dommages. L'aviation alliée qui l'attaque avec des charges de profondeur ne produit que des dégâts mineurs. Le Giada rentre à la base le 18 juin.
Début août, le Giada est envoyé entre l'Algérie, Ibiza et Majorque, dans une zone située entre les méridiens 1° 40' Est et 2° 40' Est. Le 10 août, l'opération britannique Pedestal ayant commencé la veille, il reçoit l'ordre de signaler toute observation des forces ennemies et de n'attaquer qu'après la transmission ; en effet, il faut que la formation ennemie soit attaquée par de le plus possible de sous-marins, ce qui aboutit à la Battaglia di mezzo agosto (bataille de la mi-août).
Au lever du soleil, le 12 août 1942, il détecte à grande distance - grâce à son hydrophone - les moteurs de navires appartenant à une grande formation, puis navigue à pleine puissance afin de s'en approcher. Cependant, il est détecté par un bombardier North American B-25 Mitchell et forcé à plonger. L'explosion de deux bombes de l'avion infligent de graves dommages qui provoquent une voie d'eau, le forçant à faire surface en urgence. Le sous-marin fait face à l'avion avec ses mitrailleuses, réussissant à l'endommager et à le mettre en fuite, mais, ne pouvant plonger, il subit une nouvelle attaque par un Short S.25 Sunderland britannique avec des tirs de mitrailleuses et le lancement de bombes, et est forcé à un nouveau combat, qui cause la mort d'un membre de l'équipage (le sous-chef Francesco Nacca) et blesse cinq autres membres d'équipage. L'équipage réussit à abattre l'avion britannique. 
En raison de la gravité des dégâts, le Giada rejoint le port espagnol de Valence pour subir des réparations sommaires, et reprend la mer après sept heures de relâche  pour rentrer à sa base.
Le 23 janvier 1943, lorsqu'un transport de troupes est aperçu se dirigeant vers l'ouest sous la protection de deux destroyers, le Giada s'approche du convoi et lance quatre torpilles sur le navire marchand, puis plonge pour échapper à l'escorte qui l'attaque avec des grenades sous-marines, sans lui infliger aucun dommage. Trois fortes explosions sont entendues, mais il n'y a pas de confirmation de dommages. D'après les témoignages directs du commandant Gaspare Cavallina, confirmés par la presse italienne dans les jours suivants, il est attesté qu'au moins trois des torpilles ont atteint la cible, et que le navire marchand, chargé de troupes britanniques, a effectivement coulé. Les journaux ont également parlé d'un nombre élevé de victimes, et le transport en question s'est vu attribuer un tonnage de plus de 20 000 t.
Le 7 septembre 1943, dans le cadre du plan Zeta visant à contrer le débarquement anglo-américain prévu dans le sud de l'Italie, le Giada est placé en barrage avec dix autres sous-marins dans la mer Tyrrhénienne inférieure, entre le golfe de Gaète (Golfo di Gaeta) et le golfe de Paola.
Après l'annonce de l'armistice du 8 septembre 1943, il se dirige vers Bône, en Algérie, où il se rend aux Alliés. Le 16 septembre 1943, il est transféré à Malte avec cinq autres sous-marins, sous l'escorte du destroyer HMS Isis (D87). Le 6 octobre 1943, il quitte l'île avec d'autres unités (six sous-marins, deux torpilleurs, un destroyer et deux unités auxiliaires) pour retourner en Italie ; à son arrivée à Tarente, il est remis au chantier pour une période de travaux d'entretien.
Au total, il aura effectué quinze missions de patrouille offensives et seize missions de transport, pour un total de 15 656 milles nautiques (28 995 km) de navigation en surface et 1 178 milles nautiques (2 180 km) en plongée.
En avril 1944, une fois les travaux terminés, le Giada est stationné à Colombo au Sri Lanka, où il mène des activités d'entraînement pour les unités anti-sous-marines alliées.
Il retourne à Tarente en octobre de la même année et y reste désarmé jusqu'à la fin de la guerre.

### Après-guerre
Après la guerre, et selon les clauses du traité de paix, le Giada (comme le Vortice, un autre sous-marin - de la classe Tritone - qui a survécu à la période de guerre) aurait dû être transféré à la France en réparation des dommages de guerre, mais comme les Français ne souhaitent pas le reprendre, l'Italie est contrainte de le démolir.
Officiellement démantelé le 1er février 1948 avec le reste de la flotte sous-marine italienne, le Giada est reclassé fin 1949 comme ponton mobile pour la recharge des batteries et officiellement utilisé pour produire de l'électricité avec ses dynamos, ce qui lui évite la démolition (la même mesure a été adoptée pour sauver le Vortice).
Rebaptisé V 2 (le Vortice étant devenu V 1), le Giada sort en mer la nuit dans le plus grand secret, avec un camouflage approprié - comme des superstructures leurres qui étaient furtivement débarquées à la sortie du canal de Tarente - et effectue, en même temps que le Vortice, des exercices qui permettent de former le premier noyau de sous-mariniers d'après-guerre, ainsi que d'entraîner les unités anti-sous-marines.
Les clauses du traité de paix interdisant à l'Italie de posséder des sous-marins disparaissent en 1952. Avec l'entrée de l'Italie dans l'OTAN, la composante sous-marine est reconstituée dans le cadre d'un programme de modernisation navale lancé en 1950, avec la récupération et la mise en service des deux sous-marins qui retrouvent leur nom.
Entre 1952 et 1953, le Giada subit de vastes travaux de modernisation qui concernent des modifications de la coque, de l'armement et l'installation d'un radar. Après les travaux, le déplacement standard en surface est ramené à 633 tonnes, pour 860 tonnes à pleine charge, tandis que l'armement est constitué des six tubes lance-torpilles d'origine et voit le retrait de l'artillerie. Le massif est modifiée, puis de nouveau radicalement en 1957.
De retour en service, il est utilisé intensivement pour la formation des nouveaux sous-mariniers de la Marine italienne.
Désarmé le 1er juin 1966, le Giada est ensuite démoli.